# Columnomyces ptomaphagi
Columnomyces ptomaphagi — вид грибів, що належить до монотипового роду Columnomyces.